# Флоренсіо Санчес
Флоре́нсіо Са́нчес (ісп. Florencio Sánchez, 17 січня 1875 — 7 листопада 1910) — уругвайський драматург, журналіст і політичний діяч. Його вважають одним із батьків-засновників театру в регіоні Ла- Плата в Аргентині та Уругваї.

## Життєпис
Батьки Флоренсіо Санчеса перевезли його та його одинадцятеро братів і сестер до Трейнта-і-Треса, а згодом до Мінаса, де Санчес відвідував початкову школу.
У дуже молодому віці він опублікував кілька сатиричних статей у газеті та брав участь у ролі актора та автора у деяких сімейних мюзиклах (із постановками).
Покинувши середню школу, Санчес чергував своє життя між Монтевідео, Буенос-Айресом і Росаріо. У цих містах тривала його напружена журналістська і театральна робота. У Монтевідео Санчес приєднався до Міжнародного центру соціальних досліджень (літературна організація). У Росаріо він був секретарем видання «La República» («Республіка») під керівництвом Лісандро де ла Торре. Перші праці Санчеса соціально-політичного характеру були опубліковані в «Республіці». В його літературній роботі для газети виявився критичний і різкий реалізм; цей стиль письма згодом характеризуватиме його театральні постановки.
Санчес переїхав до Буенос-Айреса (Аргентина) в 1892, провівши деякий час у Росаріо, Санта-Фе (Аргентина). Там він пробув два роки. Після повернення до Монтевідео в 1894 Санчес почав працювати журналістом у газетах «El Nacional», «La Razón» і «El Siglo». Він публікував інтерв'ю та писав політичні статті, в які включав діалоги дійових осіб. У Буенос-Айресі Санчес почав створювати собі ім'я журналіста. Він брав участь в інтелектуальних колах та нічному житті Буенос-Айреса.
У 1897, коли в Уругваї спалахнула громадянська війна, Санчес повернувся у свою країну і воював під владою Апарісіо Саравії, продовжуючи тим самим традицію участі свого роду в історичних, політичних подіях. На цьому етапі він контактував з інтелектуалами, такими як Едуардо Асеведо Діас. Незабаром після військової служби Санчес визначив свою політичну приналежність до анархії. Він писав статті для «La Protesta» та журналу «El Sol», останнім керував Альберто Гіральдо. П'єси Санчеса «Ladrones» («Злодії») та «Puertas adentro» («Двері всередині») написані за анархістською моделлю.
13 серпня 1903 в театрі комедії Буенос-Айреса відбулася прем'єра вистави за його першою п'єсою «M'hijo el dotor» («Мій син — лікар»). Постановка вдалася, і він продовжив короткий, але напружений період драматургії, з однаковим успіхом як в Буенос-Айресі, так і в Монтевідео. Нові п'єси включали фарс під назвою «La gente honesta» («Чесні люди») і, можливо, його найвідомішу п'єсу «Canillita» («Продавець газет»), обидві також написані в 1903. «Canillita» була інтерпретована іспанською оперною компанією.
Після успіху «M'hijo el dotor» Санчес одружився з Каталіною Равентос 25 вересня 1903, після того, як був у стосунках з нею з 1897. Неорганізоване економічне життя змусило його продати свої вистави кільком антрепренерам і театральним акторам за дуже невеликі гроші, коли він потребував їх найбільше. Санчес часто приймав аванси за п'єси, які він ще не закінчив і не починав писати, тому іноді писав п'єси поспіхом, віддаючи їх без остаточного перегляду.
У 1906 Санчес оселився в Ла-Платі, де працював в Управлінні антропометричної ідентифікації, яке фінансував Хуан Вучетич.
Флоренсіо Санчес захворів на туберкульоз, який швидко поширювався наприкінці 1880-х — на початку 1900-х.
Протягом багатьох років він мав намір поїхати до Європи, щоб створити соціально та економічно успішну виставу. У 1909 Санчес таки знайшов можливість здійснити свою мрію і сів на італійський корабель «Principe di Udine» 25 вересня, прибувши до Генуї 13 жовтня.
В Італії він присвятив свій час пошуку способу зв'язку з театральними трупами, щоб показати свої вистави, створені в Іспанії та Франції. Отримавши в 1910 гонорар у розмірі 3000 франків за свою п'єсу «Los muertos» («Мертві»), Санчес витратив усі свої гроші всього за кілька днів у Ніцці на жінок та азартні ігри в казино.
Подорожуючи значною частиною Італії та південної Франції, він вирушив до Мілана, важливого театрального центру, щоб зв'язатися з деякими театральними імпресаріо.
Однак хвороба впливала на здоров'я Санчеса і йому було наказано поїхати до Швейцарії, оскільки вважалося, що чисте альпійське повітря допоможе йому. Після прибуття поїздом до Швейцарії йому відмовили у обслуговуванні в готелі та лікарні через заразну хворобу. Санчес повернувся до Мілана і 2 листопада потрапив до місцевої лікарні та помер 7 листопада. Йому було тридцять п'ять років.
Пристрасними спостерігачами, прихильниками Санчеса на його виставах були члени його родини та іммігранти. Він також зобразив соціальні класи по обидва боки річки Ріо-де-ла-Плата, у їхньому повсякденному житті, а також нещастя та надію робітничого класу в діалогах своїх героїв.

## П'єси
Санчес вважається провідним драматургом Уругваю. Серед його драматичних п'єс:
- La gente honesta [Чесні люди] Фарс; прем'єра — 26 червня 1903. Перейменована на «Los curdas».
- «M'hijo el dotor» [Мій син — лікар] Комедія у трьох діях; прем'єра — 13 серпня 1903
- «Canillita» [Продавець газет] Фарс; прем'єра — 2 жовтня 1903
- Cédulas de San Juan [Ордер Сан-Хуана] Фарс у двох діях; прем'єра — 7 серпня 1904
- La pobre gente [Бідні люди] Комедія у двох діях; прем'єра — жовтень 1904
- La gringa [Іноземка] Комедія у чотирьох діях; прем'єра — 21 листопада 1904
- Barranca abajo [Донизу Галлі] Трагедія у трьох діях; прем'єра — 26 квітня 1905
- Mano santa [Свята рука] Фарс; прем'єра — 9 червня 1905
- En familia [У сім'ї] Комедія у трьох діях; прем'єра — 6 жовтня 1905
- Los muertos [Мертві] Комедія у трьох діях; прем'єра — 23 жовтня 1905
- El Conventiontillo [Домівка] Традиційна іспанська оперета в одному акті; прем'єра — 22 червня 1906
- El desalojo [Вакансія] Фарс; прем'єра — 16 липня 1906
- El pasado [Минуле] комедія у трьох діях; прем'єра — 22 жовтня 1906
- Los curdas [Курди] фарс; прем'єра — 2 січня 1907
- La tigra [Тигриця] Farce; прем'єра — 2 січня 1907
- Moneda falsa [Фальшива монета] Фарс; 8 січня 1907
- El cacique Pichuelo [Вождь Пічуело] Традиційна іспанська оперета; прем'єра — 9 січня 1907
- Los derechos de la salud [Право на охорону здоров'я] Комедія у трьох діях; прем'єра — 4 грудня 1907
- Nuestros hijos [Наші діти] Комедія у трьох діях; прем'єра — червень 1908
- Marta Gruni; Фарс; прем'єра — липень 1908. Використовується як текст для опери, написаної Хуаресом Ламарком Понсом у 1967
- Un buen negocio Комедія у двох діях; прем'єра — 2 травня 1909

## Політична діяльність
Санчес був прихильником консервативного лідера націоналістів Апарісіо Саравії. Він став на бік Саравії в Уругвайській громадянській війні 1897, але розчарований її наслідками, пізніше став анархістом і писав для анархістського періодичного видання «La Protesta».